# Kanton Champagnac-de-Belair
Kanton Champagnac-de-Belair (francouzsky Canton de Champagnac-de-Belair) je francouzský kanton v departementu Dordogne v regionu Akvitánie. Tvoří ho devět obcí.

## Obce kantonu
- Cantillac
- Champagnac-de-Belair
- Condat-sur-Trincou
- La Chapelle-Faucher
- La Chapelle-Montmoreau
- La Gonterie-Boulouneix
- Quinsac
- Saint-Pancrace
- Villars